# Таиланд на летних Олимпийских играх 1952
Таиланд принимал участие в Летних Олимпийских играх 1952 года в Хельсинки (Финляндия) в первый раз за свою историю, но не завоевал ни одной медали.
Страну представляли 8 спортсменов-легкоатлетов, все — мужчины. 7 из них участвовали в забегах на различные дистанции (индивидуальный зачёт и эстафета 4х100 метров).
Камторн Санитвонг (กำธร สนิทวงศ์ ณ อยุธยา) состязался в прыжках в длину, не вышел в финал, оставшись 26 в общем зачёте.
Самым молодым участником олимпийской сборной Таиланда был 18-летний бегун Понгамат Аматаякуль (พงศ์อำมาตย์ อำมาตยกุล), он бежал 400-метровку;самым возрастным участником был спринтер Бунтерм Пакпуанг (บุญเติม พรรคพ่วง), он участвовал в забеге на 100 метров.
Кроме спортсменов, делегацию Таиланда представляли:
- Прайя Чиндарак (พระยาจินดารักษ์) — председатель Олимпийского комитета Таиланда,
- Сават Лекьянон (สวัสดิ์ เลขยานนท์) — генеральный секретарь Олимпийского комитета Таиланда,
- Конг Висуттхамон (กอง วิสุทธามณ์) и Чалок Комаракул На Накорн (โฉลก โกมารกุล ณ นคร) — представители Олимпийского комитета Таиланда,
- Джаб Нимибутр (พันเอก เผชิญ นิมิบุตร) — директор Департамента физического воспитания Министерства образования Таиланда.

## Результаты

### Лёгкая атлетика
Мужчины
| Спортсмен                                                             | Дисциплина       | Первый раунд | Первый раунд | Первый раунд | Четвертьфинал        | Четвертьфинал        | Четвертьфинал        | Полуфинал             | Полуфинал             | Полуфинал             | Финал                 | Финал                 |
| Спортсмен                                                             | Дисциплина       | Результат    | Место        | Итог         | Результат            | Место                | Итог                 | Результат             | Место                 | Итог                  | Результат             | Место                 |
| --------------------------------------------------------------------- | ---------------- | ------------ | ------------ | ------------ | -------------------- | -------------------- | -------------------- | --------------------- | --------------------- | --------------------- | --------------------- | --------------------- |
| Бунгтём Пхакпхуанг                                                    | 100 м            | 11,85        | 6            | 70           | Завершил выступления | Завершил выступления | Завершил выступления | Завершил выступления  | Завершил выступления  | Завершил выступления  | Завершил выступления  | Завершил выступления  |
| Бунгтём Пхакпхуанг                                                    | 200 м            | 24,15        | 2            | 71           | DNF                  | DNF                  | DNF                  | Завершил выступления  | Завершил выступления  | Завершил выступления  | Завершил выступления  | Завершил выступления  |
| Арун Санкосик                                                         | 200 м            | 23,64        | 4            | 70           | Завершил выступления | Завершил выступления | Завершил выступления | Завершил выступления  | Завершил выступления  | Завершил выступления  | Завершил выступления  | Завершил выступления  |
| Арун Санкосик                                                         | 100 м            | 11,76        | 6            | 68           | Завершил выступления | Завершил выступления | Завершил выступления | Завершил выступления  | Завершил выступления  | Завершил выступления  | Завершил выступления  | Завершил выступления  |
| Адун Ваннасатхит                                                      | 100 м            | 11,61        | 7            | 67           | Завершил выступления | Завершил выступления | Завершил выступления | Завершил выступления  | Завершил выступления  | Завершил выступления  | Завершил выступления  | Завершил выступления  |
| Адун Ваннасатхит                                                      | 200 м            | 23,50        | 5            | 69           | Завершил выступления | Завершил выступления | Завершил выступления | Завершил выступления  | Завершил выступления  | Завершил выступления  | Завершил выступления  | Завершил выступления  |
| Понгамат Аматаякуль                                                   | 400 м            | 53,23        | 6            | 68           | Завершил выступления | Завершил выступления | Завершил выступления | Завершил выступления  | Завершил выступления  | Завершил выступления  | Завершил выступления  | Завершил выступления  |
| Сомпоп Сваданандана                                                   | 400 м            | 53,68        | 5            | 69           | Завершил выступления | Завершил выступления | Завершил выступления | Завершил выступления  | Завершил выступления  | Завершил выступления  | Завершил выступления  | Завершил выступления  |
| Бунпак Кванчарен                                                      | 800 м            | 2:12,6       | 7            | 50           |                      |                      |                      | Завершил выступления  | Завершил выступления  | Завершил выступления  | Завершил выступления  | Завершил выступления  |
| Сатид Ленгтаном                                                       | 1500 м           | 4:32,6       | 10           | 50           |                      |                      |                      | Завершил выступления  | Завершил выступления  | Завершил выступления  | Завершил выступления  | Завершил выступления  |
| Адун Ваннасатхит Арун Санкосик Понгамат Аматаякуль Бунгтём Пхакпхуанг | эстафета 4×100 м | 44,81        | 6            | 21           |                      |                      |                      | Завершили выступления | Завершили выступления | Завершили выступления | Завершили выступления | Завершили выступления |

| Спортсмен           | Дисциплина     | Квалификация | Квалификация | Финал                | Финал                |
| Спортсмен           | Дисциплина     | Результат    | Место        | Результат            | Место                |
| ------------------- | -------------- | ------------ | ------------ | -------------------- | -------------------- |
| Камтхорн Санитхвонг | прыжок в длину | 5,31 м       | 25           | Завершил выступления | Завершил выступления |